# Знак правовой охраны товарного знака
® (англ. registered (trademark) symbol) — знак зарегистрированного товарного знака (торговой марки). Представляет собой прописную латинскую букву R (первая буква слова registered), помещённую внутри и в центре круга.

## Употребление
Логотип ставится справа вверху (иногда в другом удобном месте) от товарного знака. Применяется как составная часть названия фирмы и/или её товарного знака, например: Wikipedia®. Является подтверждением того, что данный товарный знак официально зарегистрирован как принадлежащий исключительно данной фирме, и по закону охраняется постоянной охраной в течение определённого срока (Россия, ФРГ, Франция — 10 лет, США — 20 лет и т. д.). Отличие от простого товарного знака (обозначающегося только «™») в том, что последний ещё не прошёл процедуру официальной регистрации.

## Россия
Согласно ст. 1485 Гражданского кодекса России «Знак правовой охраны товарного знака» правообладатель для оповещения о своём исключительном праве на товарный знак вправе использовать знак охраны, который помещается рядом с товарным знаком, состоит из латинской буквы «R» в окружности (для записи используется специальный символ «®») либо словесного обозначения «товарный знак» или «зарегистрированный товарный знак» и указывает на то, что применяемое обозначение является товарным знаком, (не) охраняемым на территории Российской Федерации.

## Особенности написания
В операционной системе Microsoft Windows, чтобы напечатать знак на клавиатуре, нужно  нажать клавишу "Num Lock" ,ввести комбинацию Alt + 0174. Этот символ также включён в типографскую раскладку Ильи Бирмана, где для его набора надо нажать AltGr+r.
В операционной системе Linux, чтобы напечатать знак на клавиатуре, нужно ввести комбинацию Compose+o+r.
В операционной системе macOS, чтобы напечатать знак на клавиатуре, нужно ввести комбинацию ⌥ Option+r.